# Netelia subfusca
Netelia subfusca là một loài tò vò trong họ Ichneumonidae.